# 張惠民
張惠民（1905年12月25日—1943年12月4日），原名志潤，陝西省平利縣沖河鄉張家灣人，為中國抗日戰爭期間陣亡的國民革命軍高級將領之一。

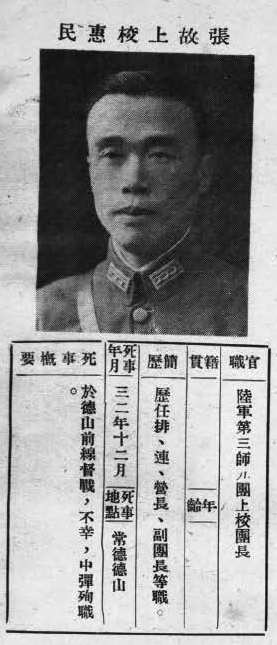
《抗戰軍人忠烈錄》（第一輯）中的張惠民烈士遺像

## 生平[1]
曾祖父張承燮（字雲心，舉人，益都知縣），資政大夫、山東臨清知州，居官三十餘載，著有《孔孟志略》、《儒先述》。祖父張祖階，做過山西鹽運使。父親張有錡，字慕南，清末做過山東鹽運使。將軍任陸軍第三師九團上校團長，於常德德山前線督戰，不幸中彈成仁。